# Kiddcreekite
La kiddcreekite è un minerale.